# Diana (filme)
Diana (prt/bra: Diana) é um filme belgo-franco-britânico de 2013, do gênero drama biográfico, dirigido por Oliver Hirschbiegel, com roteiro de Stephen Jeffreys baseado no livro biográfico Diana: Her Last Love, de Kate Snell, que conta os últimos dois anos da vida de Diana, Princesa de Gales. Mais especificamente no suposto romance secreto com o cirurgião paquistanês Hasnat Khan, interpretado por Naveen Andrews (da série Lost) bem como o polêmico "affaire" com o egípcio Dodi Al-Fayed (interpretado por Cas Anvar) mostrado como pouco sério.
A estreia mundial do filme foi realizada em Londres, em 5 de setembro de 2013. Lançado comercialmente no Reino Unido em 20 de setembro daquele ano, foi extremamente criticado pela imprensa.

## Sinopse
O filme biográfico foca nos dois últimos anos de sua vida depois que ela se divorciou do príncipe Charles. Suas relações com o cirurgião cardíaco Hasnat Khan e Dodi Fayed Também são narrados.
Ele também fornece os detalhes sobre como a princesa e Khan se conheceram.

## Elenco
- Naomi Watts como Princesa Diana
- Naveen Andrews como Dr. Hasnat Khan
- Cas Anvar como Dodi Fayed
- Laurence Belcher como Príncipe William[2]
- Harry Holland como Príncipe Harry[2]
- Douglas Hodge como Paul Burrell[10]
- Geraldine James como Oonagh Toffolo
- Charles Edwards como Patrick Jephson
- Mary Stockley como Assistente

## Produção
O roteiro que é baseado no livro de Kate Snell de 2001, Diana: Her Last Love foi escrito por Stephen Jeffreys. Robert Bernstein e Douglas Rae são os produtores do filme para Ecosse Films. Atriz anglo-australiana Naomi Watts interpreta o papel-título.
Cenas-chave que envolvem Diana e Dodi Fayed em seu iate familiar, Jonikal, foram filmados no 45m iate de luxo Princesa Iolanthe. As cenas de abertura e encerramento no Suíte Imperial no Ritz Paris foram filmados em Fetcham Park House em Fetcham, Surrey.
As gravações foram feitas no segundo semestre de 2012, na Inglaterra.
Jessica Chastain iria inicialmente ficar com o papel de Lady Di, mas foi substituída por Naomi Watts.
Para interpretar Diana, Naomi Watts usou perucas, nariz falso, vestidos de Diana copiados e emprestados, a atriz buscou estudar a sua forma de falar, a postura e o olhar da princesa.

## Promoção
Em um dos pôsteres promocionais do filme pode se ver Naomi Watts sentada em um trampolim de um iate no meio do oceano vestindo um traje de banho celeste, recriando a icônica fotografia que um paparazzo tirou de Diana Spencer uma semana antes de sua morte, quando contemplava o mar de Portofino, Itália, a bordo do iate Jonikal (propriedade de Mohamed Al-Fayed).
O Festival de Berlim de 2012 negociou os direitos de distribuição de Diana.

## Recepção
O filme recebeu críticas extremamente negativa por parte da imprensa britânica. No Rotten Tomatoes, o filme tem uma pontuação de 5%, com base em opiniões de 42 críticos.
David Edwards de Daily Mirror disse que era um "esforço barato e triste que parece um Channel 5 no meio da semana matinê" e que "Wesley Snipes em uma peruca loira seria mais convincente", e termina dizendo que "o filme não é ordinário nem sensacionalista, como alguém poderia temer. Nunca chega a ser emocionante, nem desperta o menor interesse. Não é nem sequer agradavelmente ruim", premiando o filme uma estrela de cinco. Peter Bradshaw do The Guardian também concedeu-lhe uma estrela de cinco e comentou que "a verdade é que 16 anos depois daquele dia terrível de 1997, ela voltou a ter outra morte espantosa. Será que este filme faz parte de um complô do MI5 para manchar seu nome e fazê-la parecer de plástico e absurda?".
Marcelo Hessel do Omelete comenta que "Então se o filme soa insatisfatório na hora de reconstruir essa personagem de carne e osso (porque Diana Spencer, no fim, parece uma pessoa bastante desinteressante), talvez seja porque Diana na verdade está mais interessado no espectro, na elegia, na princesa Diana inventada por todos que, fatidicamente, terminou substituindo a "real". E enquanto estudo da celebridade - e, por extensão, enquanto estudo do olhar - o filme questiona: existe diferença entre o real e o mediado?".
Na opinião de Darlano Didimo do Cinema com Rapadura define que o "filme transforma princesa em plebeia desinteressante".

## Precisão histórica
Hasnat Khan, que hoje tem 54 anos, nunca confirmou o relacionamento com Diana e declarou à imprensa britânica que o filme era baseado em "boatos" e parecia "totalmente falso". Os produtores admitiram que nunca o consultaram.